# Arístides Fernández

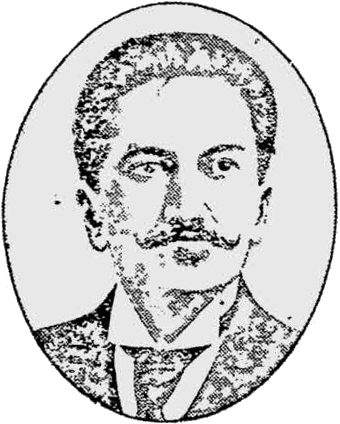
Arístides Fernández

Arístides Fernández (* 1851 in der Republik Neugranada; † 30. September 1923 in Bogotá, Cundinamarca, Kolumbien) war ein kolumbianischer Militär und Politiker, der für seine Beteiligung am Krieg der Tausend Tage und als Kriegsminister in der Regierung von Präsident José Manuel Marroquín bekannt war.

## Krieg der Tausend Tage
Während des Krieges der Tausend Tage unterdrückte Präsident José Manuel Marroquín im Jahr 1901 eine Verschwörung unter der Führung von Pedro Nel Ospina. Danach ernannte er José Vicente Concha zum Kriegsminister und später den General Arístides Fernández, der die Unterdrückung der Gefangenen verschärfte. Unter ihnen befand sich auch der Dichter Julio Flórez, der eine Reihe von Sonetten gegen Fernández schrieb, die An den Schakal meines Vaterlandes betitelt waren.
Fernández befahl, alle liberalen Anführer, die gefangen genommen wurden, durch ein summarisches Verfahren oder ohne Gerichtsverfahren, falls der Fall es erforderte, standrechtlich zu erschießen. Auf diese Weise wurden mehr als dreißig liberale Generäle hingerichtet, darunter auch Avelino Rosas, der am 20. September 1901 bei einem Gefecht in Puerres verletzt und gefangen genommen wurde. Er wurde zusammen mit seinem Sekretär José María Caicedo erschossen.

## Nach dem Ende des Krieges
Nach dem Ende des Krieges setzte Fernández die Hinrichtungen fort und ließ den liberalen Anführer Tomas Lawson, den Kommandanten Salustiano Herrera und den Corneta Segundo Quijano in La Palma hinrichten.
Der Negativismus und Hass gegenüber Fernández war so stark, dass die Liberalen während der Beilegung des Konflikts der Tausend Tage darauf bestanden, dass Fernández aus der Regierung ausscheiden müsse, bevor sie sich ergeben würden. Rafael Uribe Uribe bestand darauf, bevor er das Abkommen von Neerlandia unterzeichnete.